# Serra dels Horts
La Serra dels Horts és una serra situada al municipi del Pinell de Brai a la comarca de la Terra Alta, amb una elevació màxima de 243 metres.